# Michaelmas and Upolu Cays National Park
Michaelmas and Upolu Cays National Park är en nationalpark i Australien.   Den ligger i kommunen Cairns och delstaten Queensland, i den nordöstra delen av landet, 2 100 km norr om huvudstaden Canberra. Arean är 3,0 kvadratkilometer.
Terrängen runt Michaelmas and Upolu Cays National Park är varierad. Trakten är glest befolkad. Det finns inga samhällen i närheten. 